# Internazionali d'Italia 2013
Gli Internazionali d'Italia 2013 sono stati un torneo di tennis giocato su campi in terra rossa. Si tratta della 70ª edizione degli Internazionali d'Italia, classificati come ATP World Tour Masters 1000 nell'ambito dell'ATP World Tour 2013 e come WTA Premier nel WTA Tour 2013. Tutti gli incontri si sono giocati al Foro Italico, a Roma in Italia, fra il 12 e il 19 maggio 2013.

## Partecipanti ATP

### Singolare

#### Teste di serie
| Nazionalità | Giocatore             | Ranking* | Testa di serie |
| ----------- | --------------------- | -------- | -------------- |
| Serbia      | Novak Đoković         | 1        | 1              |
| Svizzera    | Roger Federer         | 2        | 2              |
| Regno Unito | Andy Murray           | 3        | 3              |
| Spagna      | David Ferrer          | 4        | 4              |
| Spagna      | Rafael Nadal          | 5        | 5              |
| Rep. Ceca   | Tomáš Berdych         | 6        | 6              |
| Argentina   | Juan Martín del Potro | 7        | 7              |
| Francia     | Jo-Wilfried Tsonga    | 8        | 8              |
| Francia     | Richard Gasquet       | 9        | 9              |
| Serbia      | Janko Tipsarević      | 10       | 10             |
| Croazia     | Marin Čilić           | 11       | 11             |
| Germania    | Tommy Haas            | 13       | 12             |
| Canada      | Milos Raonic          | 14       | 13             |
| Svizzera    | Stan Wawrinka         | 15       | 14             |
| Giappone    | Kei Nishikori         | 16       | 15             |
| Francia     | Gilles Simon          | 17       | 16             |

- Classifica al 6 maggio 2013

#### Altri partecipanti
I seguenti giocatori hanno ricevuto una wild card per il tabellone principale: 
- Paolo Lorenzi
- Potito Starace
- Matteo Viola
- Filippo Volandri

I seguenti giocatori sono passati dalle qualificazioni: 

- Andrej Kuznecov
- Ernests Gulbis
- Andrej Golubev
- Jan Hájek
- Carlos Berlocq
- Albert Montañés
- Santiago Giraldo

Il seguente giocatore è entrato come lucky loser:
- Lukáš Rosol

#### Forfait
Prima del torneo
- Thomaz Bellucci
- Mardy Fish
- Florian Mayer
- Janko Tipsarević (bronchite)
- Bernard Tomić (motivi personali)

#### Ritiri
- Philipp Kohlschreiber (vertigini)
- Stan Wawrinka (infortunio alla coscia)
- Andy Murray (Infortunio all'anca)

### Doppio

#### Teste di serie
| Paese       | Giocatore            | Paese       | Giocatore         | Classifica1 | Testa di serie |
| ----------- | -------------------- | ----------- | ----------------- | ----------- | -------------- |
| Stati Uniti | Bob Bryan            | Stati Uniti | Mike Bryan        | 2           | 1              |
| Spagna      | Marcel Granollers    | Spagna      | Marc López        | 7           | 2              |
| Svezia      | Robert Lindstedt     | Canada      | Daniel Nestor     | 13          | 3              |
| Pakistan    | Aisam-ul-Haq Qureshi | Paesi Bassi | Jean-Julien Rojer | 16          | 4              |
| Bielorussia | Maks Mirny           | Romania     | Horia Tecău       | 18          | 5              |
| India       | Mahesh Bhupathi      | India       | Rohan Bopanna     | 21          | 6              |
| Austria     | Alexander Peya       | Brasile     | Bruno Soares      | 32          | 7              |
| Austria     | Jürgen Melzer        | India       | Leander Paes      | 43          | 8              |

- Classifica del 6 maggio 2013.

#### Altri partecipanti
Le seguenti coppie hanno ricevuto una wild card per il tabellone principale:
- Flavio Cipolla /  Filippo Volandri
- Paolo Lorenzi /  Potito Starace

#### Forfait
Prima del torneo
- Xavier Malisse (infortunio al polso destro)

## Partecipanti WTA

### Singolare

#### Teste di serie
| Nazionalità | Giocatrice          | Ranking* | Testa di serie |
| ----------- | ------------------- | -------- | -------------- |
| Stati Uniti | Serena Williams     | 1        | 1              |
| Russia      | Marija Šarapova     | 2        | 2              |
| Bielorussia | Viktoryja Azaranka  | 3        | 3              |
| Polonia     | Agnieszka Radwańska | 4        | 4              |
| Cina        | Li Na               | 5        | 5              |
| Germania    | Angelique Kerber    | 6        | 6              |
| Italia      | Sara Errani         | 7        | 7              |
| Rep. Ceca   | Petra Kvitová       | 8        | 8              |
| Australia   | Samantha Stosur     | 9        | 9              |
| Danimarca   | Caroline Wozniacki  | 10       | 10             |
| Russia      | Nadia Petrova       | 11       | 11             |
| Russia      | Marija Kirilenko    | 12       | 12             |
| Italia      | Roberta Vinci       | 13       | 13             |
| Slovacchia  | Dominika Cibulková  | 15       | 14             |
| Serbia      | Ana Ivanović        | 16       | 15             |
| Stati Uniti | Sloane Stephens     | 17       | 16             |

- Ranking al 6 maggio 2013

#### Altre partecipanti
Le seguenti giocatrici hanno ricevuto una wild card per il tabellone principale: 
- Nastassja Burnett
- Karin Knapp
- Flavia Pennetta

Le seguenti giocatrici sono passate dalle qualificazioni: 

- Andrea Hlaváčková
- Lesja Curenko
- Melanie Oudin
- Mathilde Johansson
- Mallory Burdette
- Anabel Medina Garrigues
- Simona Halep
- Garbiñe Muguruza Blanco

La seguente giocatrice entra nel tabellone principale come lucky loser:
- Lourdes Domínguez Lino

#### Forfait
Prima del torneo
- Mona Barthel
- Marion Bartoli (infortunio al piede)
- Angelique Kerber (problemi addominali)
- Tamira Paszek (infezione respiratoria)
- Jaroslava Švedova (infortunio al braccio destro)
- Heather Watson (mononucleosi)

Durante il torneo
- Marija Šarapova (influenza)

#### Ritiri
- Marija Kirilenko
- Ekaterina Makarova (tendine d'achille sinistro)
- Ayumi Morita

### Doppio

#### Teste di serie
| Paese       | Giocatrice            | Paese       | Giocatrice                  | Classifica1 | Testa di serie |
| ----------- | --------------------- | ----------- | --------------------------- | ----------- | -------------- |
| Italia      | Sara Errani           | Italia      | Roberta Vinci               | 2           | 1              |
| Russia      | Nadia Petrova         | Slovenia    | Katarina Srebotnik          | 11          | 2              |
| Russia      | Ekaterina Makarova    | Russia      | Elena Vesnina               | 13          | 3              |
| Stati Uniti | Liezel Huber          | Spagna      | María José Martínez Sánchez | 25          | 4              |
| Stati Uniti | Raquel Kops-Jones     | Stati Uniti | Abigail Spears              | 29          | 5              |
| Stati Uniti | Bethanie Mattek-Sands | India       | Sania Mirza                 | 35          | 6              |
| Germania    | Anna-Lena Grönefeld   | Rep. Ceca   | Květa Peschke               | 40          | 7              |
| Cina        | Zhang Shuai           | Cina        | Zheng Jie                   | 48          | 8              |

- Ranking al 6 maggio 2013.

#### Altre partecipanti
Le seguenti coppie hanno ricevuto una wild card per il tabellone principale:
- Nastassja Burnett /  Christina McHale
- Maria Elena Camerin /  Karin Knapp
- Jelena Janković /  Mirjana Lučić-Baroni
- Flavia Pennetta /  Svetlana Kuznecova

La seguente coppia entra come alternate:
- Catalina Castaño /  Mariana Duque Mariño

#### Forfait
Prima del torneo
- Ekaterina Makarova (infortunio al tendine d'achille sinistro)

## Campioni

### Singolare maschile
Rafael Nadal ha sconfitto in finale  Roger Federer per 6-1, 6-3.
- È il suo cinquantaseiesimo successo in carriera, sesto dell'anno e settimo a Roma.

### Singolare femminile
Serena Williams ha sconfitto in finale  Viktoryja Azaranka per 6-1, 6-3.
- È il suo cinquantunesimo successo in carriera, quinto dell'anno e secondo a Roma dopo 11 anni.

### Doppio maschile
Bob Bryan /  Mike Bryan hanno sconfitto  Mahesh Bhupathi /  Rohan Bopanna per 6-2, 6-3.

### Doppio femminile
Hsieh Su-wei /  Peng Shuai hanno sconfitto in finale  Sara Errani /  Roberta Vinci per 4-6, 6-3, [10-8].

## Punti e premi in denaro

### Distribuzione dei punti
| Evento              | Vittoria | Finale | Semifinale | Quarti di finale | Terzo turno | Secondo turno | Primo turno | Qualificato | Turno decisivo qualificazioni | Primo turno qualificazioni |
| Singolare maschile  | 1000     | 600    | 360        | 180              | 90          | 45            | 10          | 25          | 16                            | 0                          |
| Doppio maschile     | 1000     | 600    | 360        | 180              | 90          | 0             | N.D.        | N.D.        | N.D.                          | N.D.                       |
| Singolare femminile | 900      | 620    | 395        | 225              | 125         | 70            | 5           | 30          | 20                            | 1                          |
| Doppio femminile    | 900      | 620    | 395        | 225              | 125         | 5             | N.D.        | N.D.        | N.D.                          | N.D.                       |

### Premi in denaro
| Risultato                     | Singolare maschile | Doppio maschile | Singolare femminile | Doppio femminile |
| ----------------------------- | ------------------ | --------------- | ------------------- | ---------------- |
| Vincitore                     | 434 000 €          | 166 500 €       | 350 000 €           | 100 000 €        |
| Finalista                     | 203 000 €          | 69 000 €        | 175 000 €           | 50 000 €         |
| Semifinali                    | 103 450 €          | 30 000 €        | 87 500 €            | 25 000 €         |
| Quarti di finale              | 53 000 €           | 13 750 €        | 40 000 €            | 12 500 €         |
| Terzo turno                   | 27 500 €           | 6400 €          | 20 000 €            | 6250 €           |
| Secondo turno                 | 14 500 €           | 3300 €          | 10 275 €            | 3170 €           |
| Primo turno                   | 7650 €             | –               | 5400 €              | –                |
| Turno decisivo qualificazioni | 1800 €             | –               | 2900 €              | –                |
| Primo turno qualificazioni    | 900 €              | –               | 1500 €              | –                |